# Дженга
Дженга (англ. Jenga) — настольная игра, придуманная в 1970-х британским геймдизайнером Лесли Скотт и распространяемой компанией Parker Brothers (подразделение Hasbro). Игроки по очереди достают блоки из основания башни и кладут их наверх, делая башню всё более высокой и всё менее устойчивой (нельзя перекладывать верхние три ряда).
Слово jenga — повелительное наклонение от глагола kujenga, на языке суахили означающего «строить».

## Правила

Падающая башня

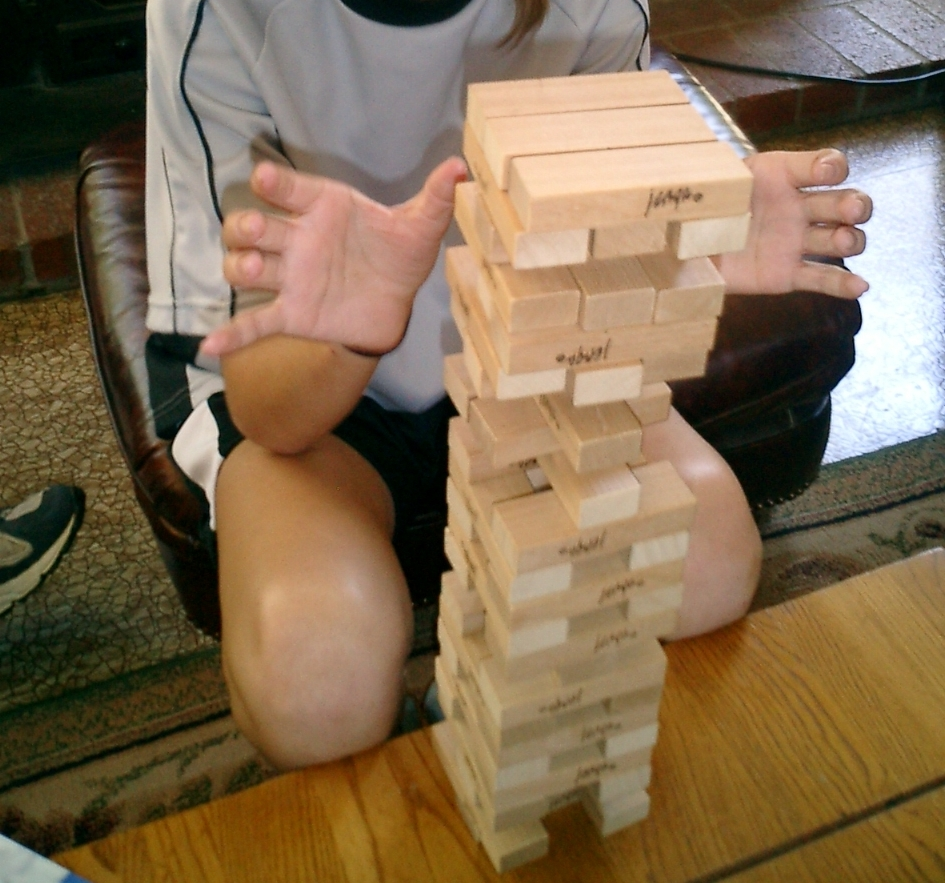
Процесс игры

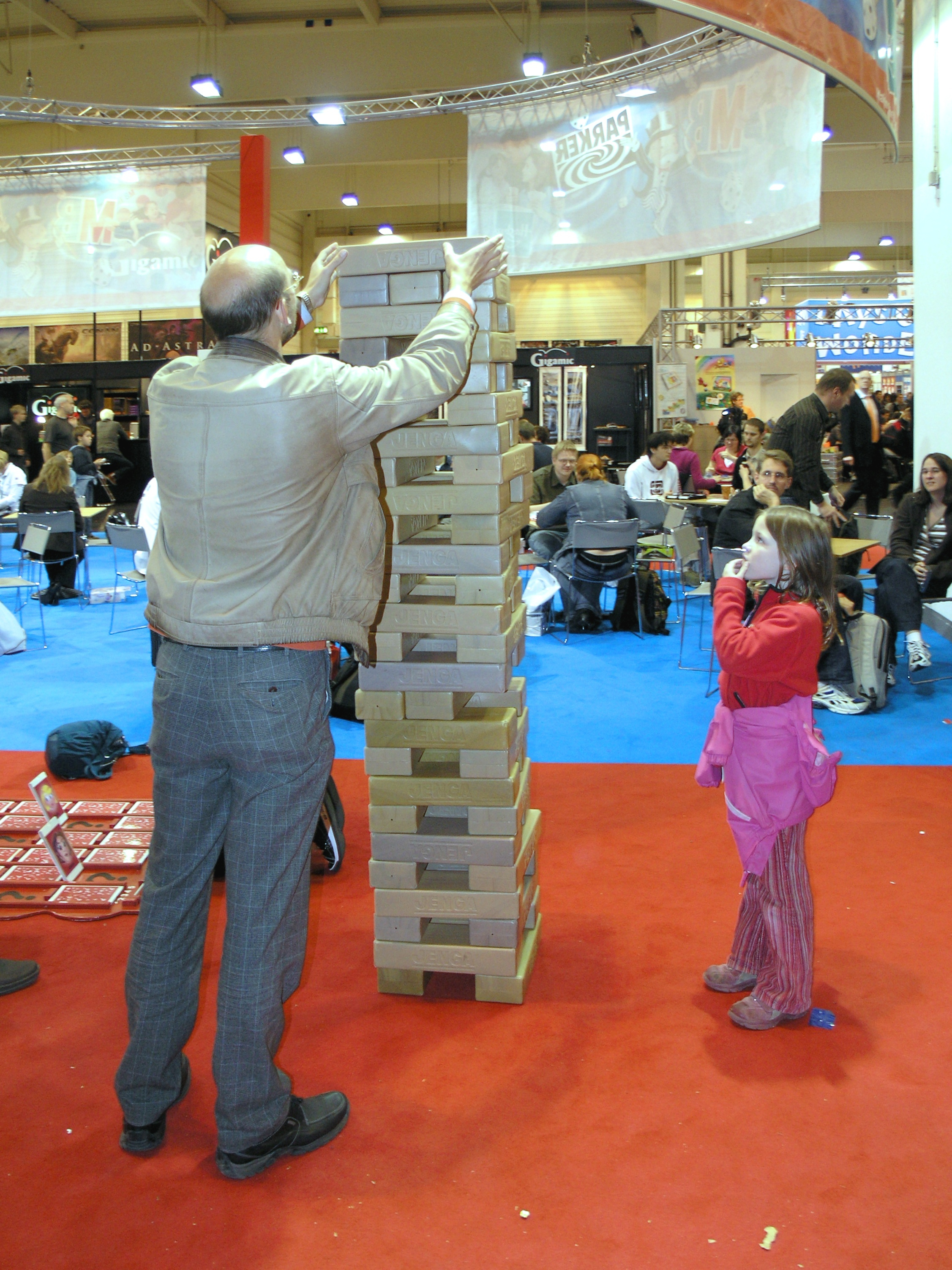
Гигантская версия дженги на выставке-ярмарке настольных игр Internationale Spieltage 2008 в Германии

В игре используются 54 (иногда 48 или 60) блока из твёрдых пород дерева (берёзы, ясеня). Длина каждого блока в три раза больше его ширины, а высота примерно равна половине его ширины. Для начала игры надо построить башню высотой в 18 этажей. Каждый этаж состоит из трёх блоков, положенных вплотную и параллельно друг другу. Блоки каждого следующего этажа кладутся перпендикулярно блокам предыдущего этажа.
После того как башня построена, игроки начинают ходить. Первым ходит тот, кто строил башню. Ход в дженге состоит из вытаскивания одного блока из любого уровня (за исключением того, который прямо под недостроенным верхним) башни и последующего его размещения наверху башни так, чтобы его было возможно завершить (нельзя достраивать этажи под незавершённым верхним уровнем). Для извлечения блока разрешено использовать только одну руку; вторая рука тоже может использоваться, но дотрагиваться до башни одновременно можно только одной рукой. Блоки можно подталкивать, чтобы найти тот, который свободнее всего сидит. Перемещая блок, запрещено дотрагиваться до других блоков. Любой подвинутый блок можно оставить на месте и не продолжать его вынимать, если это приведёт к падению башни. Ход заканчивается тогда, когда следующий игрок дотронется до башни, или когда пройдёт 10 секунд, в зависимости от того, что случится раньше.
Самая высокая башня, которая может быть построена в этой игре, достигает 40+2/+3 уровней.
Игра заканчивается, когда башня падает. Падением башни считается падение любого блока кроме того, который игрок в данный ход пытается расположить наверху. Проигравшим считается тот, в чей ход произошёл обвал башни. Однако если упало только несколько блоков, то игроки могут по желанию продолжить игру.

## Происхождение
Дженга была придумана Лесли Скотт, и в её основу легла игра, придуманная в её семье в начале 1970-х, в которой использовались детские деревянные кубики. Скотт родилась в Танганьике, воспитывалась на английском языке и на суахили, является подданной Великобритании. Скотт разработала и запустила игру, которую она назвала «Дженга», в 1983 году в компании London Toy Fair и продавала её через свою компанию — Leslie Scott Associates.
По данным Pokonobe Associates, сейчас во всем мире продано более 80 миллионов игр Jenga (это около 4,3 миллиардов блоков).

## Разновидности игры
В настоящее время существует несколько разновидностей игры:
- Jenga Boom — башня строится на платформе со стилизованной бомбой с часовым механизмом, которая через определённое время «взрывается» и ломает башню
- дженга-фанты (Truth or Dare) — на блоках напечатаны различные задания, которые необходимо выполнять в процессе игры[5].
- дженга с кубиком (Thrown Go Jenga) — каждый блок имеет свой цвет (в основном это красный, жёлтый и зелёный цвета). Игроки выбрасывают кубик; какой цвет выпал на кубике, такого цвета блок игрок должен вынуть (в этой разновидности игроки не кладут блоки на верх башни, а оставляют их у себя).
- Uno Stacko — в этой игре блоки окрашены в зеленый, красный, желтый и синий цвета и пронумерованы от 0 до 9. Правила игры похожи на популярную в России игру в сто одно или мяу-мяу (пример — если игрок положил красный блок с цифрой 7, то следующий игрок должен положить либо другой красный блок, либо блок другого цвета с цифрой 7). Существуют и особенные блоки, выполняющие определённые функции:

1. Когда игрок укладывает блок реверса, направление игры меняется на противоположное (например, игроки ходили по часовой стрелке, и когда один из игроков положил «блок реверса», игроки должны ходить против часовой стрелки).
2. Когда игрок укладывает блок пропуска, следующий игрок не тянет блок.
3. Когда игрок укладывает блок «Draw Two», следующий игрок укладывает сразу два блока.
4. Когда игрок укладывает блок заказа, он выбирает, какого цвета блок должен положить следующий игрок.

- Jenga Xtreme — в этой разновидности игры используются блоки в форме параллелограмма.
- казино-дженга (Casino Jenga) — игра с дополнительными правилами рулетки и фишками для ставок. Такая игра придумана Las Vegas Edition.
- Jenga XXL и Jenga Giant (Гигантская дженга) — производятся и распространяются компанией Art’s Ideas. Башня Jenga Giant изначально может достигать 150 см в высоту, а каждый блок достигает 46 см в длину. Jenga XXL начинается с высоты более 1,2 м и может в процессе игры достичь высоты в 2,4 м. Правила — те же, что и в классической дженге (за исключением того, что игроки могут перемещать блоки двумя руками).
- Jenga Pass Challenge — игра ведётся на небольшой платформе. Игроки убирают блоки, держа платформу на руке, и затем передают эту платформу с башней следующему игроку. В этом варианте игры только 27 блоков (башня начинается с девяти этажей).

Дженга также известна под названиями «Башня», «Бирюльки», «Баклуши» и «Вежа».

## Робот
В январе 2019 года инженеры Массачусетского технологического института представили робота, который умеет играть в дженгу.